# ستانيسلاف شوشكيفيتش
ستانيسلاف ستانيسلافوفيتش شوشكيفيتش (ولد في 15 ديسمبر، 1934 في مينسك - 3 مايو 2022) هو سياسي وعالم بيلاروسي. من 25 أغسطس عام 1991 حتى 26 يناير عام 1994، كان أول رئيس لدولة بيلاروسيا المستقلة بعد انفصالها عن الاتحاد السوفيتي، إذ شغل منصب رئيس مجلس السوفييت الأعلى (يُسمى أيضًا رئيس البرلمان أو الرئيس). دعم الإصلاحات الديمقراطية الاشتراكية ولعب دورًا رئيسيًا في إنشاء رابطة الدول المستقلة.
كان عضوًا في أكاديمية العلوم البيلاروسية، وحصل على شهادة دكتوراه في الفيزياء والرياضيات، وحصل على العديد من جوائز الدولة، وكان أستاذًا ومؤلفًا لكتب مدرسية واشتُهر بأكثر من 150 مقالة و 50 اختراع.

## نظرة عامة
وُلد في 15 ديسمبر عام 1934 في مينسك. كان والداه معلمَين من أسر قروية. قُبض على والده، ستانيسلاف بتروفيتش شوشكيفيتش (من مواليد 19 فبراير عام 1908 في مينسك) في عام 1930 وأطلق سراحه من السجن في عام 1956.
في أوائل الستينيات من القرن العشرين، بينما كان يعمل مهندسًا في مصنع للإلكترونيات، كان مسؤولًا عن تعليم لي هارفي أوزوالد اللغة الروسية عندما عاش أوزوالد في مينسك.
تزوج شوشكيفيتش زوجته إيرينا في عام 1976. ووفقًا له، أجبرته على اتخاذ أسلوب حياة صحي. لديه ابن اسمه ستانيسلاف وابنة اسمها إيلينا.

## نشاطه السياسي
عندما أُقيل الرئيس السوفييتي الأعلى ميكالاي دزيميانتسيي بسبب دعمه لمحاولة الانقلاب التي وقعت في 25 أغسطس، تم التصويت على شوشكيفيتش كخليف له، وترأس تصويت بيلاروسيا للانفصال عن الاتحاد السوفيتي. وهكذا أصبح أول زعيم للبلد الجديد. عندما غيّرت الجمهورية اسمها إلى بيلاروس في 25 سبتمبر، تم التصويت على شوشكيفيتش كرئيس السوفييت الأعلى بشكل دائم.
في 8 ديسمبر عام 1991 في غابة بياوفيجا، وقّع إعلانًا مع قادة روسيا (بوريس يلتسن) وأوكرانيا (ليونيد كرافتشوك)، مفاده أن الاتحاد السوفيتي تفكك وحلت محله رابطة الدول المستقلة؛ عُرف الإعلان في وقت لاحق باسم «اتفاقيات بياوفيجا».
انسحب شوشكيفيتش من الترسانة النووية السوفيتية الأثرية في بيلاروس (التكتيكية والاستراتيجية)، دون شروط مسبقة أو تعويض من روسيا أو الغرب. ومع ذلك، توقفت الإصلاحات الأخرى بسبب معارضة البرلمان وكذلك رئيس الوزراء فياتشيسلاف كيبيتش.
في أواخر عام 1993، اتهم ألكسندر لوكاشينكو، رئيس لجنة مكافحة الفساد في البرلمان البيلاروسي آنذاك، 70 من كبار المسؤولين الحكوميين، بمن فيهم شوشكيفيتش، بالفساد، بحجة سرقة أموال الدولة لأغراض شخصية. أجبرت اتهامات لوكاشينكو اقتراح حجب الثقة، الذي خسره شوشكيفيتش. استُبدل شوشكيفيتش من قبل فياتشيسلاف كوزنيتسوف ثم ماياغاسلاو رايب.
يدعي البعض أن الاتهامات الموجهة إلى شوشكيفيتش كانت غير مستحقة.
في يوليو عام 1994، أجريت أول انتخابات رئاسية مباشرة في بيلاروسيا. وقف ستة مرشحين، بما في ذلك لوكاشينكو وشوشكيفيتش وكيبيتش، مع الأخذ بعين الاعتبار أن الأخير كان المرشح المفضل. في الجولة الأولى، فاز لوكاشينكو بنسبة 45% من الأصوات مقابل 17% لصالح لكيبيتش، و 13% لبازينياك و 10% لشوشكيفيتش.
في عام 2002، سمع العالم بأمر قضية محكمة غير عادية. قاضى شوشكيفيتش وزارة العمل والضمان الاجتماعي البيلاروسية: نظرًا للتضخم، كان معاش تقاعده كرئيس سابق للدولة يعادل 1.80 دولار أمريكي شهريًا. لكسب الدخل، أعطى شوشكيفيتش محاضرات على نطاق واسع في الجامعات الأجنبية بما في ذلك في بولندا والولايات المتحدة والدول الآسيوية.
في عام 2004 حاول المشاركة في الانتخابات البرلمانية، لكن رفضت لجنة الانتخابات تسجيله.
واصل شوشكيفيتش نشاطه السياسي، مترئسًا حزب التجمع الديمقراطي الاجتماعي البيلاروسي، حتى وفاته سنة 2022.

## روابط خارجية
- ستانيسلاف شوشكيفيتش على موقع IMDb (الإنجليزية)
- ستانيسلاف شوشكيفيتش على موقع مونزينجر (الألمانية)
- ستانيسلاف شوشكيفيتش على موقع كينوبويسك (الروسية)